# Cap del Pinar
|  | Per a altres significats, vegeu «cap del Pinar (Son Servera)». |

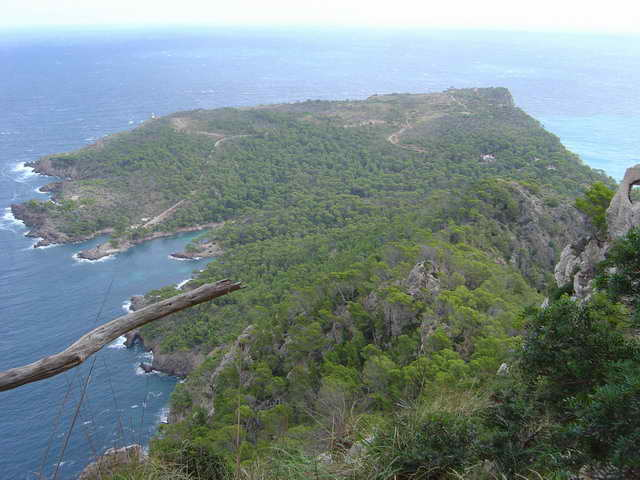
El cap del Pinar

El Cap del Pinar és un cap de l'illa de Mallorca que es troba al municipi d'Alcúdia. El topònim fa referència a la vegetació de la zona: un pinar de pi blanc.